# Moebius (1992)
Moebius (auch Möbius) ist ein deutscher, 1992 veröffentlichter Science-Fiction-Film des Regisseurs Matti Geschonneck, der auch das Drehbuch schrieb.

## Handlung
In der U-Bahn in Berlin verschwindet ein Zug aus unerfindlichen Gründen. Ein junger Mathematiker, der einen verschwundenen Kollegen besuchen will, entwickelt eine ungewöhnliche Theorie, wohin der Zug entschwunden sein könnte: der von seinem Kollegen zum Zweck des Beweises der Existenz einer vierten Dimension entführte Zug würde sich in einem geschlossenen System des U-Bahn-Netzes befinden. Der Mathematiker fährt somit durch die vierte Dimension zu dem Zug. Der Architekt des U-Bahn-Netzes verschwindet schließlich auch.

## Mitwirkende
Ottokar Runze produzierte für den Deutschen Fernsehfunk.

## Trivia
Der 1991 entstandene Film basiert auf der 1950 im Magazin Astounding veröffentlichten Kurzgeschichte A Subway Named Moebius des amerikanischen Astronomen A. J. Deutsch. Er wurde am 1. Februar 1992 in Saarbrücken bei dem dort alljährlich stattfindenden Filmfestival uraufgeführt. Der allgemeine Kinostart folgte 13 Monate später, am 1. April 1993. Den späteren Verleih übernahm der Progress Film-Verleih.
Moebius war der erste Film unter der Regie von Matti Geschonneck.
Denselben Namen trägt ein argentinischer Film von 1996, der auch auf derselben Kurzgeschichte basiert.

## Kritik
„Der anfangs durchaus ansprechende Film verkommt recht bald zum öden Geschwafel und verschenkt jede Möglichkeit, eine spannende Geschichte zu entwickeln.“ (Hahn/Jansen, S. 626).